# Базидиомицеты
Базидиомице́ты, или базидиа́льные грибы́, или базидиомико́та (лат. Basidiomycota) — отдел из царства грибов, включающий виды, производящие споры в булавовидных структурах, именуемых базидиями. Вместе с аскомицетами составляют подцарство высших грибов (Dikarya).

## Особенности

### Мицелий
Мицелий базидиомицетов септирован, каждая клетка содержит по два гаплоидных ядра. Обычно ядра расположены рядом посередине клетки, их пара носит название дикарион. Возле септы на гифах большинства базидиомицетов формируется пряжка, участвующая в делении клетки. Пряжка — тонкий вырост из одной клетки гриба, примыкающий к другой соседней клетке. При делении клетки ядра синхронно удваиваются и пряжка позволяет оказаться в одной клетке ядрам, сформировавшимся из разных исходных.

### Жизненный цикл

Базидии на плодовом теле типичного гриба-базидиомицета

Бесполое размножение базидиомицетов осуществляется конидиями, но происходит редко. Половое размножение происходит в виде соматогамии, при которой сливаются две вегетативные одноядерные клетки гаплоидного мицелия. У небольшого количества гомоталличных видов могут сливаться клетки одного и того же мицелия. Большинство видов являются гетероталличными, а значит, соматогамия у них происходит только между гифами с противоположными знаками «+» и «-». Половые органы у базидиальных грибов не образуются.
Как и у аскомицетов, вначале следует плазмогамия, то есть слияние цитоплазмы клеток. Гаплоидные ядра сближаются, образуя дикарион, но не сливаются между собой. Клетки при этом могут делиться — при этом одновременно митотически делятся и оба ядра дикариона. В результате каждая клетка гифы содержит по дикариону. У большинства видов деление клеток сопровождается образованием боковых выростов — пряжек, которые обеспечивают равное деление сестринских ядер и их распределение в дочерние клетки. Стадия дикариона очень длительная, она может продолжаться годами (у некоторых трутовиков десятилетиями). Мицелий при этом растёт, пронизывая субстрат. Дикарионы, кроме того, могут образовываться при переносе конидий на мицелий противоположного знака. У некоторых видов (например, у головнёвых) могут сливаться базидиоспоры.
Органы полового спороношения — базидиоспоры — развиваются экзогенно в особых структурах — базидиях. При этом происходит кариогамия — слияние ядер дикариона, и образуется зигота, которая без периода покоя делится мейотически. Образовавшиеся при этом четыре гаплоидные клетки становятся базидиоспорами, а клетка, от которой они возникли, — базидией. Обычно базидиоспоры располагаются на маленьких и тонких выростах базидии — стеригмах.
В зависимости от строения различают несколько типов базидий. Холобазидии имеют булавовидную форму и одноклеточное строение. Гетеробазидии состоят из расширенной нижней части — гипобазидии и верхней — эпибазидии, являющейся выростом гипобазидии. Фрагмобазидии, или телиобазидии, образуются из толстостенной покоящейся клетки путём образования поперечных перегородок, делящих её на четыре клетки. По бокам от этих клеток развиваются базидиоспоры.
У примитивных форм базидии образуются на концах дикарионных гиф без формирования плодового тела. Однако у большинства видов базидиальных грибов базидии образуются на плодовых телах в гимениальном слое. Кроме базидий, там имеются стерильные гифы — парафизы (др.-греч. παρα- — «возле», φῦσα — «вздутие»), а у некоторых форм ещё и крупные клетки — цистиды, которые возвышаются над спороносным слоем и защищают его. Вся поверхность плодового тела, несущая гимениальный слой, называется гименофором. У низших форм он остаётся гладким, а у более высокоорганизованных образует пластинки, трубочки или шипы.

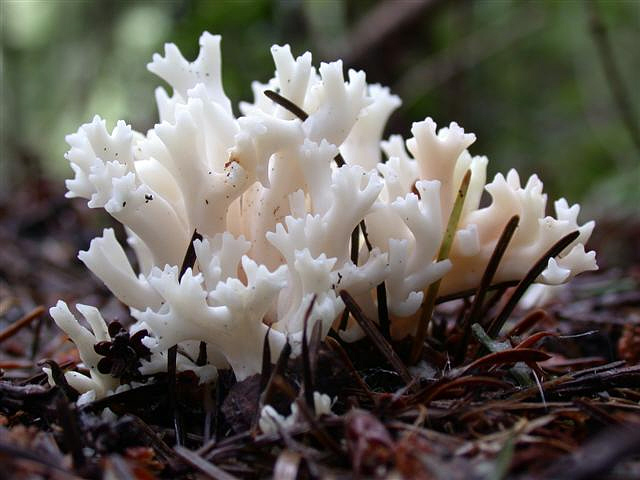
Гладкий гименофор у Clavulina cristata
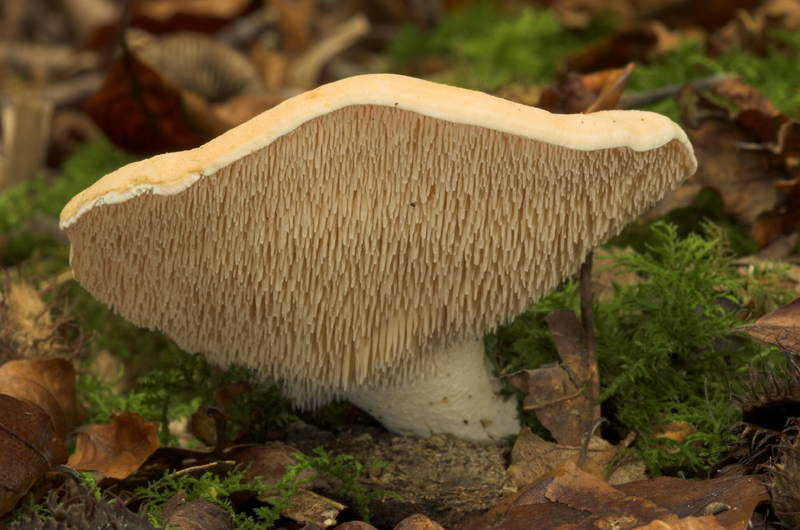
Шиповидный гименофор у Hydnum repandum
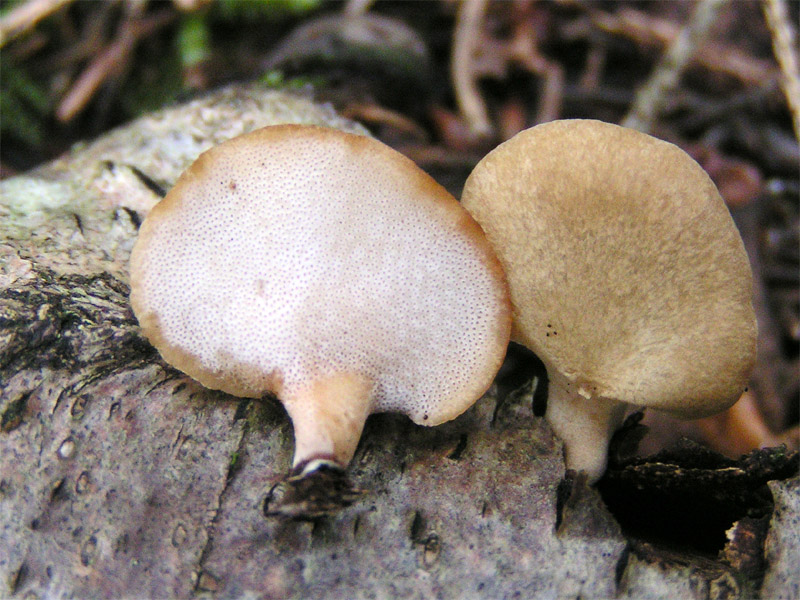
Трубчатый гименофор у Polyporus varius
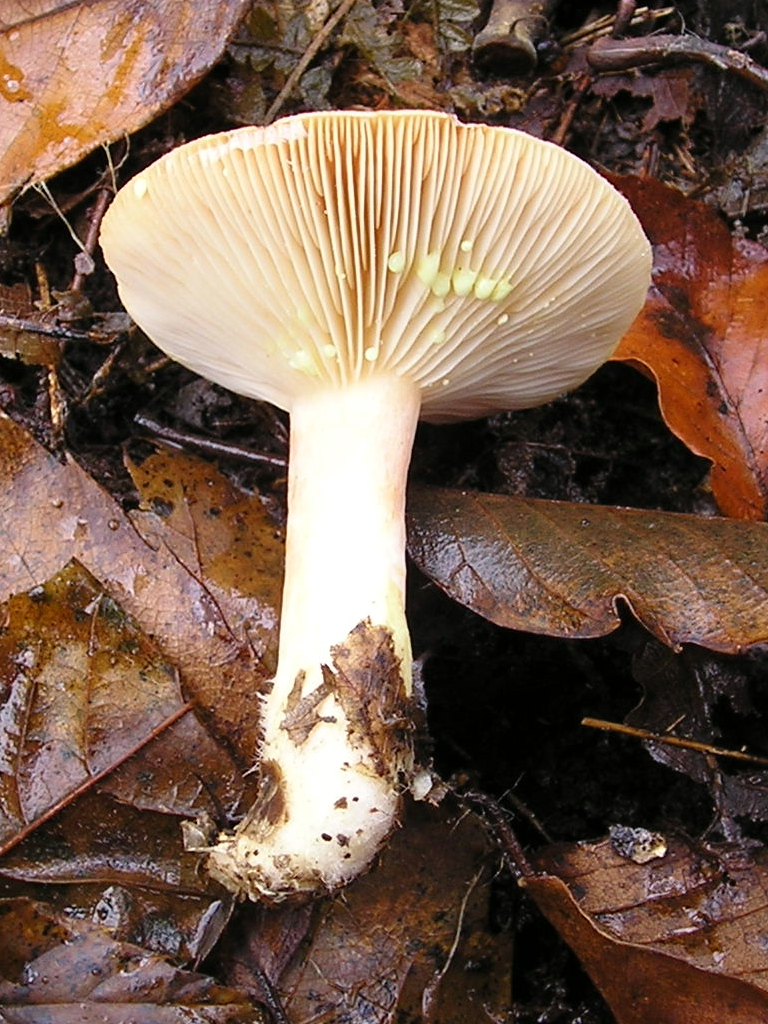
Пластинчатый гименофор у Lactarius chrysorrheus

## Представители
Согласно современным представлениям, отдел Basidiomycota делится на три подотдела и один класс, не включённый в подотдел. По предположению 2008 года, в мире насчитывается 16 классов, 52 порядков, 177 семейств, 1589 родов и 31515 видов базидальных грибов.
Традиционно, отдел делился на два класса — Homobasidiomycetes R.T. Moore, 1971 (включая шляпконожечные и др. грибы) и Heterobasidiomycetes R.T. Moore, 1980 (желеобразные, ржавчинные грибы, а также устомицеты). Ранее отдел базидиальных грибов рассматривался в ранге класса Basidiomycetes Whittaker, 1959.

### ПодотделAgaricomycotina

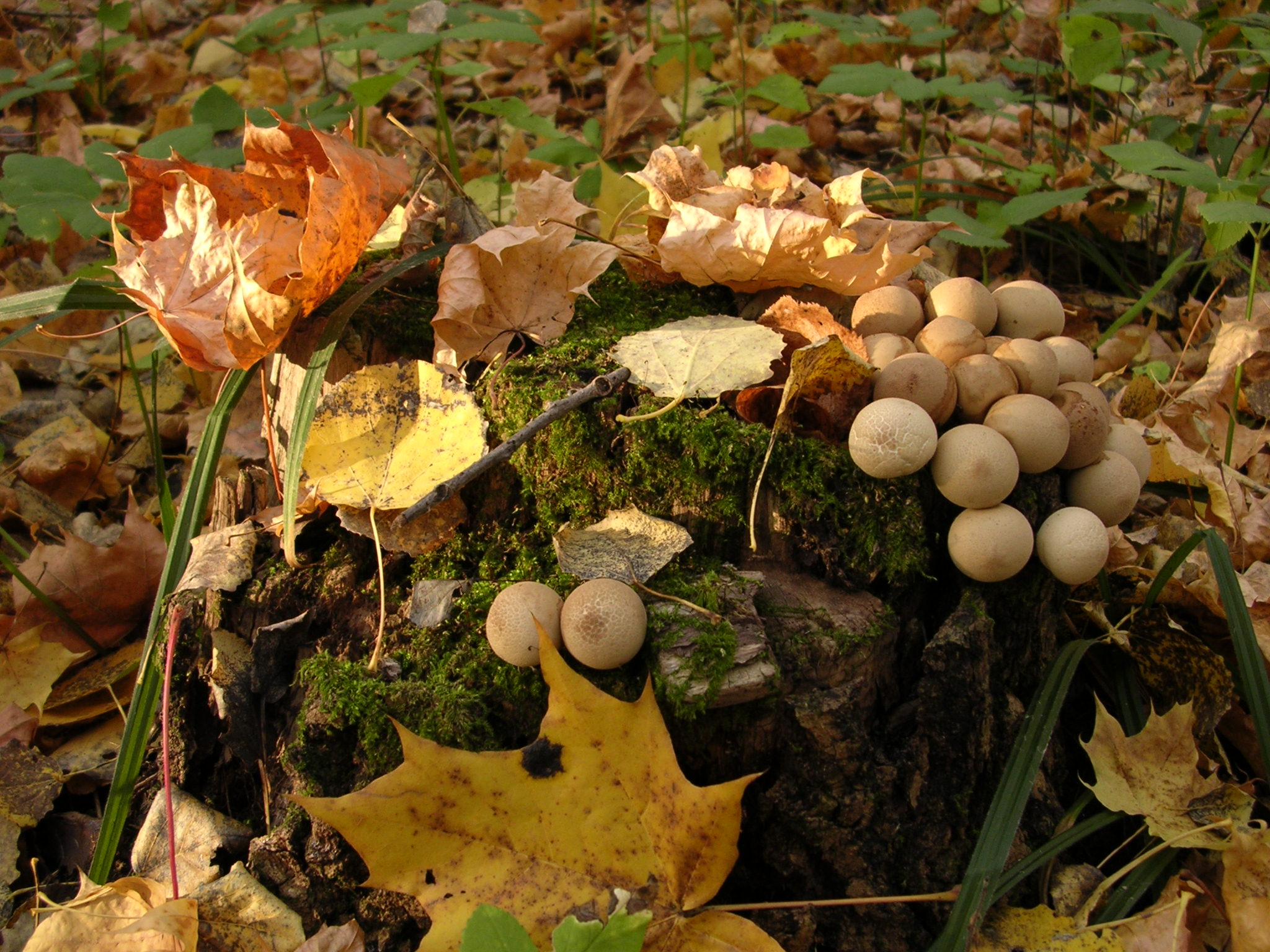
Дождевики на пне

Включает бывшие классы гименомицеты (Hymenomycetes Fr., 1821) и гастеромицеты (Gasteromycetes Fr., 1821), а также большинство желеобразных грибов.
Классы:
- Agaricomycetes Doweld, 2001 — Агарикомицеты
- Dacrymycetes Doweld, 2001 — Дакримицеты
- Tremellomycetes Doweld, 2001 — Тремелломицеты

### ПодотделPucciniomycotina
Основные дифференцирующие признаки: простые септальные поры, отсутствие парентосом, присутствие маннанов в клеточной стенке.
Включает ржавчинные грибы, ряд грибов, ранее причисляемых к головнёвым грибам, а также группу других видов, нередко паразитирующих на растениях.
Классы:
- Agaricostilbomycetes Bauer et al., 2006[1] — Агарикостилбомицеты
- Atractiellomycetes Bauer et al., 2006[1] — Атрактиелломицеты
- Classiculomycetes Bauer et al., 2006[1] — Классикуломицеты
- Cryptomycocolacomycetes Bauer et al., 2006[1] — Криптомикоколакомицеты
- Cystobasidiomycetes Bauer et al., 2006[1] — Цистобазидиомицеты
- Microbotryomycetes Bauer et al., 2006[1] — Микроботриомицеты
- Mixiomycetes Bauer et al., 2006[1] — Миксиомицеты
- Pucciniomycetes Bauer et al., 2006[1] — Пукциниомицеты
- Tritirachiomycetes Aime & Schell, 2011 — Тритирахиомицеты

### ПодотделUstilaginomycotina
Основные дифференцирующие признаки: неперфорированные, простые или с валикообразным утолщением перфорированного участка септальные поры с мембранным колпачком у большинства видов, гемисферические полярные тела веретена деления, отсутствие маннанов в клеточной оболочке.
Включает большинство головнёвых грибов, а также Exobasidiales.
Классы:
- Exobasidiomycetes Begerow, M. Stoll & R. Bauer, 2006 — Экзобазидиомицеты
- Entorrhizomycetes Begerow, M. Stoll & R. Bauer, 2006 — Энторризомицеты
- Malasseziomycetes Denchev & T. Denchev, 2014 — Малассезиомицеты[8][9]
- Monilielliomycetes Q.M. Wang, F.Y. Bai & Boekhout, 2014 — Монилиеллиомицеты[9]
- Ustilaginomycetes R. Bauer, Oberw. & Vánky, 1997 — Устомицеты

### incertae sedis
Класс:
- Wallemiomycetes Zalar, de Hoog & Schroers, 2005 — Валлемиомицеты

## Экологические функции
Базидиомицеты в основном сапротрофы, играют важную роль в минерализации органических соединений, в особенности трудноразрушимых (целлюлоза, лигнин). Грибы выделяют свои ферменты в среду и впитывают всей поверхностью продукты распада органики, разрушая при этом гораздо больше вещества, чем реально используют. Наибольшее распространение базидиомицеты имеют в лесных почвах и подстилке.
Многие базидиомицеты выступают в качестве симбионтов растений (см. микориза, лишайники), другие — паразитов растений (опёнок, трутовик, головня, ржавчинные грибы).